# Арансон, Андрей Владимирович
Андрей Владимирович Арансон (30 июня 1979, Севастополь — 1 марта 2000, Шатойский район, Чечня) — гвардии старший сержант Вооружённых Сил Российской Федерации, участник антитеррористических операций в период Второй чеченской войны, погиб при исполнении служебных обязанностей во время боя 6-й роты 104-го гвардейского воздушно-десантного полка у высоты 776 в Шатойском районе Чечни.

## Биография
Андрей Владимирович Арансон родился 30 июня 1979 года в городе Севастополе. Активно занимался спортом, был мастером спорта по рукопашному бою. Окончил Севастопольскую среднюю школу № 38, после чего был призван на службу в Вооружённые Силы Российской Федерации. По завершении срочной службы 15 октября 1999 года подписал контракт. Был зачислен командиром отделения БМД в войсковую часть № 32515 (104-й гвардейский воздушно-десантный полк, дислоцированный в деревне Черёха Псковского района Псковской области), службу проходил в 6-й парашютно-десантной роте.
С началом Второй чеченской войны в составе своего подразделения гвардии старший сержант Андрей Арансон был направлен в Чеченскую Республику. Принимал активное участие в боевых операциях. С конца февраля 2000 года его рота дислоцировалась в районе населённого пункта Улус-Керт Шатойского района Чечни, на высоте под кодовым обозначение 776, расположенной около Аргунского ущелья. 1 марта 2000 года десантники приняли здесь бой против многократно превосходящих сил сепаратистов — против всего 90 военнослужащих федеральных войск, по разным оценкам, действовало от 700 до 2500 боевиков, прорывавшихся из окружения после битвы за райцентр — город Шатой. Гвардии старший сержант Андрей Арансон вместе со всеми своими товарищами отражал ожесточённые атаки боевиков Хаттаба и Шамиля Басаева. В том бою он погиб, как и ещё 83 его сослуживца.
Похоронен на кладбище в городе Севастополе.
Указом Президента Российской Федерации от 12 марта 2000 года за мужество и отвагу, проявленные при ликвидации незаконных вооружённых формирований в Северо-Кавказском регионе, гвардии старший сержант Андрей Владимирович Арансон посмертно был удостоен ордена Мужества.

## Память
- Памятник Арансону установлен в городе Севастополе[3][4].
- Имя Арансона увековечено на мемориале памяти 6-й роты в Пскове.